# شمس الدين السمرقندي
شمس الدين السمرقندي، عالم مسلم في الرياضيات والهندسة توفي سنة 690هـ، 1291م.
أثرت أعماله في الكثير من علماء المسلمين وعلماء الغرب في القرن السابع والثامن الهجري، فكان عالم في علم الفلك والرياضيات والفلك، كتب كتابين: أشكال التأسيس والصحائف الإلهية، ومن أعماله المشهورة: 53 من مقترحات اقليدس، ورسالة في أدب الباحث، التي ناقش فيها التحقيق الفكري في المنطق باستخدام الجَدَلِيَّة، وأصدر فهرس النجوم في عام 1276م و1277م والكثير من الأعمال الأخرى.

## حياته وأعماله
جلّ ما يعرف عن حياة السمرقندي أنّه قام بتأليف أهمّ أعماله في العقدين الأخيرين من القرن السابع وأوائل القرن الثامن الهجري. تمحورت أعمال السمرقندي حول مواضيع الإلهيّات، والمنطق، والفلسفة، والرياضيّات، وعلم الفلك، وهي العلوم التي أثبتت أهمّيّتها كلّ على حدى، وساهم أيضاً في تقديم معلومات حول أعمال العلماء الآخرين الذين عاصرهم.
أتقن بعد دراسته للمناهج الدراسيّة الموحّدة في أساسيّات العلوم الدينيّة علمَ الكلام (علم المنطق والهندسة)، غطّت أعماله في المجال الآنف الذكر المعايير الأساسيّة للمعارف الهيلينستيّة والإسلاميّة، ولكنّها احتوت أيضاً على مساهمات مبتكرة من حيث المحتوى والأسلوب.
كتب السمرقندي كتاب «رسالة في أدب البحث» وناقش فيها نظريّة التحقق العلمي في التفكير باستخدام الجدلية، استخدم الإغريق القدماء طرق الاستقصاء والبحث هذه بشكلٍ كبير. كتب السمرقندي أيضاً كتاب «موجز في علم الفلك» وأصدر في عام 1276-1277 فهرساً للنجوم.
واحدة من أبرز صفات العمل الخاصّ بالسمرقندي هو أنّها قائمة على فكرة عرض الكون بالاعتماد على الأشكال الهندسيّة، ومن هذا المنطلق يمكن اعتباره مؤسّس الحركة التي من الممكن أن نطلق عليها اسم «علم الكلام الهندسي» في العالم الإسلاميّ.
اشتُهر السمرقندي في مجال علم الرياضيّات لنشره كتاباً من 20 صفحة فقط ناقش فيه 35 فرضيّة من فرضيات إقليدس. على الرّغم من صغر حجم العمل إلأ أن السمرقندي قد اطّلع على العديد من أعمال العلماء المسلمين في الرياضيّات قبل الشروع في كتابته. فعلى سبيل المثال أشار إلى كتابات كلّ من ابن الهيثم، وعمر الخيّام، والجوهري، ونصير الدين الطوسي، وأثير الدين الأبحري كمراجع لكتابه. قرأ العديد من علماء الرياضيّات في وقت لاحقٍ كتاب السمرقندي ذي العشرين صفحة، وأشاروا إليه كمرجعٍ في كتاباتهم، كما فعل العالم قاضي زادة في أحد كتبه.

## مؤلفاته
من كتبه:
- أشكال التأسيس في الهندسة.
- الصحائف الإلهية.